# Delicte ecològic
Un delicte ecològic és tot aquell acte que provoqui danys mediambientals.
El Codi Penal tipifica nous delictes en matèria de medi ambient: 
1. Fet Punible: El que provoqui o realitzi directament o indirecta emissions, abocaments, radiacions, extraccions o excavacions, aterraments, sorolls, vibracions, injeccions o dipòsits, en l'atmosfera, el sòl, el subsòl, o les aigües terrestres, marítimes o subterrànies, així com les captacions d'aigües que puguin perjudicar greument l'equilibri dels sistemes naturals: 
- Presó de 6 mesos a 4 anys.
- Multa de 8 a 24 mesos.
- Inhabilitació especial per exercir la professió o l'ofici d'un a tres anys.

2. Fet Punible: El que estableixin dipòsits o abocaments de deixalles o residus perillosos i puguin perjudicar greument l'equilibri dels sistemes naturals o la salut de les persones: 
- Multa de 18 a 24 mesos.
- Arrest de 18 a 24 caps de setmana.

3. Fet Punible: L'autoritat o funcionari públic, que sabent-ho hagi emès informe favorable a la concessió de llicències il·legals que autoritzin el funcionament de indústries o activitats contaminants: 
- Presó de 6 mesos a 3 anys.
- Multa de 8 a 24 mesos.
- Inhabilitació especial per exercir càrrec públic per un temps de 7 a 10 anys.

4. Fet Punible: Qui, en un espai natural protegit, danyi greument algun dels elements que han servit per qualificar-lo.
- Presó d'1 a 4 anys.
- Multa de 12 a 24 mesos.